# ライジング・フォース (イングヴェイ・マルムスティーンのアルバム)
『ライジング・フォース』（Rising Force）は、1984年に発表されたイングヴェイ・マルムスティーンのソロ第1作目のスタジオ・アルバム。アルカトラスにおいて自らのギタープレイと作曲能力を示したマルムスティーンが、日本のレコード会社からの強力なプッシュによりインストゥルメンタルを主軸にさらなるミュージシャンシップを発揮させたアルバムである。

## 解説
このアルバムで示された、ヴァイオリンを思わせるレガートなギター演奏や、クラシック音楽とヘヴィメタルを高次元でクロスオーバーさせた楽曲は、ロック・シーンならびにギター・シーンに多大な影響を与え、新ジャンル「ネオクラシカルメタル」として多くのフォロワーを生み出すに至った。グラミー賞のベスト・ロック・インストゥルメンタル・パフォーマンス部門にノミネートされるも受賞は叶わなかったが、雑誌の読者投票などで最優秀新人賞、最優秀アルバム賞ほか数々の賞に選ばれた。2013年に米国のGuitar World誌が発表した「Top 10 Classic Shred Albums(速弾きギター・アルバムの傑作 TOP10)」で1位に選ばれた。
本作に収録された「ファー・ビヨンド・ザ・サン」はファルコムのゲーム「イースIV」の劇中曲「偉大なる試練」でほぼそのままのアレンジで使用されている。
この作品以降はボーカルをフィーチャーした作品が続き、次なるインストゥルメンタル・アルバムの発表はエレクトリック・ギターとオーケストラのための協奏組曲 変ホ短調『新世紀』 (Concerto Suite for Electric Guitar and Orchestra) (1998年) まで待たねばならない。
なお、題名の『ライジング・フォース』は、マルムスティーンがアマチュア時代に結成していたバンド名であり、次作品以降しばしばライジング・フォース名義を使用して活動を行っている（後述）。

## 収録曲
| 全作曲: イングヴェイ・マルムスティーン。 |                                                                     |                                |                                |      |
| #                                        | タイトル                                                            | 作詞                           | 作曲・編曲                     | 時間 |
| 1.                                       | 「ブラック・スター」(Black Star)                                    | (Instrumental)                 | イングヴェイ・マルムスティーン | 4:53 |
| 2.                                       | 「ファー・ビヨンド・ザ・サン」(Far Beyond The Sun)                  | (Instrumental)                 | イングヴェイ・マルムスティーン | 5:52 |
| 3.                                       | 「ナウ・ユア・シップス・アー・バーンド」(Now Your Ships Are Burned) | イングヴェイ・マルムスティーン | イングヴェイ・マルムスティーン | 4:11 |
| 4.                                       | 「イヴィル・アイ」(Evil Eye)                                        | (Instrumental)                 | イングヴェイ・マルムスティーン | 5:14 |
| 5.                                       | 「イカルスの夢・組曲 作品4」(Icarus' Dream Suite Op.4)              | (Instrumental)                 | イングヴェイ・マルムスティーン | 8:33 |
| 6.                                       | 「アズ・アバヴ、ソー・ビロウ」(As Above, So Below)                  | イングヴェイ・マルムスティーン | イングヴェイ・マルムスティーン | 4:39 |
| 7.                                       | 「リトル・サベージ」(Little Savage)                                 | (Instrumental)                 | イングヴェイ・マルムスティーン | 5:22 |
| 8.                                       | 「フェアウェル」(Farewell)                                          | (Instrumental)                 | イングヴェイ・マルムスティーン | 0:49 |
| 合計時間:                                | 合計時間:                                                           | 合計時間:                      | 39:33                          |      |

## 参加ミュージシャン
- イングヴェイ・マルムスティーン Yngwie J. Malmsteen - エレクトリック・ギター、アコースティック・ギター、ベース・ギター、タウラス・ベースペダル
- イェンス・ヨハンソン Jens Johansson - キーボード
- ジェフ・スコット・ソート Jeff Scott Soto - ボーカル
- バリモア・バーロウ Barriemore Barlow - ドラム

## 収録アルバム
| 曲名                      | 形態     | 作品名 | 備考 |
| ------------------------- | -------- | --- | ---- |
| Black Star                | スタジオ | イングヴェイ・マルムスティーン・コレクション                                                                                               |      |
| Black Star                | スタジオ | The Millennium Collection: The Best of Yngwie Malmsteen                                                                                    |      |
| Black Star                | スタジオ | コンプリート・ボックス－ポリドール・イヤーズ                                                                                               |      |
| Black Star                | スタジオ | Now Your Ships Are Burned: The Polydor Years 1984-1990                                                                                     |      |
| Black Star                | ライブ   | Tokyo 1985 |      |
| Black Star                | ライブ   | トライアル・バイ・ファイアー:ライヴ・イン・レニングラード                                                                                  |      |
| Black Star                | ライブ   | Budokan Hall Tokyo 1994 |      |
| Black Star                | ライブ   | ライヴ!! |      |
| Black Star                | ライブ   | エレクトリック・ギターとオーケストラのための協奏組曲 変ホ短調 コンチェルト・ライヴ・イン・ジャパン・ウィズ・新日本フィルハーモニー交響楽団 |      |
| Black Star                | ライブ   | スペルバウンド・ライヴ・イン・タンパ |      |
| Black Star                | ライブ   | ザ・ギターズ・ザット・デストロイド・ザ・ワールド ~ライヴ・イン・チャイナ                                                                   |      |
| Far Beyond The Sun        | スタジオ | イングヴェイ・マルムスティーン・コレクション                                                                                               |      |
| Far Beyond The Sun        | スタジオ | The Millennium Collection: The Best of Yngwie Malmsteen                                                                                    |      |
| Far Beyond The Sun        | スタジオ | コンプリート・ボックス－ポリドール・イヤーズ                                                                                               |      |
| Far Beyond The Sun        | スタジオ | Now Your Ships Are Burned: The Polydor Years 1984-1990                                                                                     |      |
| Far Beyond The Sun        | ライブ   | Tokyo 1985 |      |
| Far Beyond The Sun        | ライブ   | トライアル・バイ・ファイアー:ライヴ・イン・レニングラード                                                                                  |      |
| Far Beyond The Sun        | ライブ   | アイ・キャント・ウェイト |      |
| Far Beyond The Sun        | ライブ   | ライヴ!! |      |
| Far Beyond The Sun        | ライブ   | 王者烈奏〜インストゥルメンタル・ベスト・アルバム                                                                                           |      |
| Far Beyond The Sun        | ライブ   | エレクトリック・ギターとオーケストラのための協奏組曲 変ホ短調 コンチェルト・ライヴ・イン・ジャパン・ウィズ・新日本フィルハーモニー交響楽団 |      |
| Far Beyond The Sun        | ライブ   | High Impact |      |
| Far Beyond The Sun        | ライブ   | スペルバウンド・ライヴ・イン・タンパ |      |
| Far Beyond The Sun        | ライブ   | ザ・ギターズ・ザット・デストロイド・ザ・ワールド ~ライヴ・イン・チャイナ                                                                   |      |
| Now Your Ships Are Burned | スタジオ | コンプリート・ボックス－ポリドール・イヤーズ                                                                                               |      |
| Now Your Ships Are Burned | スタジオ | Now Your Ships Are Burned: The Polydor Years 1984-1990                                                                                     |      |
| Evil Eye                  | スタジオ | コンプリート・ボックス－ポリドール・イヤーズ                                                                                               |      |
| Evil Eye                  | スタジオ | Now Your Ships Are Burned: The Polydor Years 1984-1990                                                                                     |      |
| Evil Eye                  | ライブ   | ライヴ・センテンス |      |
| Evil Eye                  | ライブ   | エレクトリック・ギターとオーケストラのための協奏組曲 変ホ短調 コンチェルト・ライヴ・イン・ジャパン・ウィズ・新日本フィルハーモニー交響楽団 |      |
| Evil Eye                  | ライブ   | ノー・パロール・フロム・ロックンロール・ツアー - ライブ・イン・ジャパン 1984.1.28                                                          |      |
| Evil Eye                  | ライブ   | ライヴ・イン・ジャパン1984〜コンプリート・エディション                                                                                     |      |
| Icarus' Dream Suite Op.4  | スタジオ | コンプリート・ボックス－ポリドール・イヤーズ                                                                                               |      |
| Icarus' Dream Suite Op.4  | スタジオ | Now Your Ships Are Burned: The Polydor Years 1984-1990                                                                                     |      |
| As Above, So Below        | スタジオ | コンプリート・ボックス－ポリドール・イヤーズ                                                                                               |      |
| As Above, So Below        | スタジオ | Now Your Ships Are Burned: The Polydor Years 1984-1990                                                                                     |      |
| As Above, So Below        | ライブ   | Tokyo 1985 |      |
| Little Savage             | スタジオ | コンプリート・ボックス－ポリドール・イヤーズ                                                                                               |      |
| Little Savage             | スタジオ | Now Your Ships Are Burned: The Polydor Years 1984-1990                                                                                     |      |
| Farewell                  | スタジオ | コンプリート・ボックス－ポリドール・イヤーズ                                                                                               |      |
| Farewell                  | スタジオ | Now Your Ships Are Burned: The Polydor Years 1984-1990                                                                                     |      |